# Las Mesas, Puebla
Las Mesas är en ort i Mexiko.   Den ligger i kommunen Tlatlauquitepec och delstaten Puebla, i den sydöstra delen av landet, 190 km öster om huvudstaden Mexico City. Las Mesas ligger 813 meter över havet och antalet invånare är 101.
Terrängen runt Las Mesas är huvudsakligen kuperad, men söderut är den bergig. Runt Las Mesas är det ganska tätbefolkat, med 134 invånare per kvadratkilometer. Närmaste större samhälle är Ciudad de Tlatlauquitepec, 19,4 km sydväst om Las Mesas. I omgivningarna runt Las Mesas växer i huvudsak städsegrön lövskog.